# Narodowy Dzień Świętości Ludzkiego Życia
Narodowy Dzień Świętości Ludzkiego Życia (ang. National Sanctity of Human Life Day; znane też jako Ogólnokrajowy Dzień Świętości Życia) – święto obchodzone w Stanach Zjednoczonych w każdą trzecią niedzielę stycznia.
Święto zostało wprowadzone w 1984 r. przez prezydenta Ronalda Reagana, jako przygotowanie do organizowanego 22 stycznia każdego roku Marszu dla Życia – protestu przeciw legalności aborcji w USA. Późniejszy prezydent George W. Bush napisał w okolicznościowym dokumencie 20 stycznia 2008: „Podczas obchodów tego święta chcemy pamiętać, że każde życie posiada wrodzoną godność i nieporównywalną z niczym innym wartość”.